# Алида Вали
Алида Вали (итал. Alida Maria Laura; Пула 31. мај 1921 − Рим 22. април 2006) била је италијанска глумица и певачица. Поред италијанског, имала је још немачко и словеначко породично порекло. Њено племићко крштено име било је Freiin Altenburger von Marckenstein-Frauenberg.
Алидина каријера је трајала 70 година, од 1930-их до раних 2000. Појавила се у више од 100 филмова. Била је једна од најпознатијих филмских звезда у време фашистичке Италије, а њен успех се наставио на међународној сцени после Другог светског рата.
Радила је са славним режисерима: Хичкоком (Случај Парадин 1947), Керолом Ридом (Трећи човек 1949), Висконтијем (Осећајност 1954), Антонионијем (Крик 1957), Жоржом Фрањуом (Очи без лица 1960), Пазолинијем (Краљ Едип 1967), Бертолучијем (Двадесети век 1976) и другима.